# Бондаренко Валентина Дмитрівна
Валентина Дмитрівна Бондаренко (*23 серпня 1948, Узин, Україна) — українська поетеса та прозаїкиня, членкиня НСПУ з 2018 року, лауреатка літературних премій.

## Життєпис
Закінчила Київський радіотехнікум (1976), навчалася в Ленінградському інституті інженерів водного транспорту (1977–1985). Працювала інженеркою-економісткою в Міністерстві лісової промисловості УРСР.

## Творчість
Пише вірші, казки, оповідання та повісті для дітей. 
Авторка збірок «На кого я схожий» (2008) та «У лісі, лісі темному» (2017). 
Деякі її вірші перекладено російською мовою.

## Відзнаки
- Лауреатка фестивалю «Просто так…» (2008),
- Лауреатка премії імені Наталі Забіли (2011)
- Лауреатка премії «Радосинь» (2017).

## Джерело
- Національна спілка письменників України : Біобібліографічний довідник / Головн. ред. Василь Клічак. — К. : Український письменник, 2023. — 1008 с., — ISBN 978-966-579-571-1. Сторінка 672.